# Bahnhof Stettbach

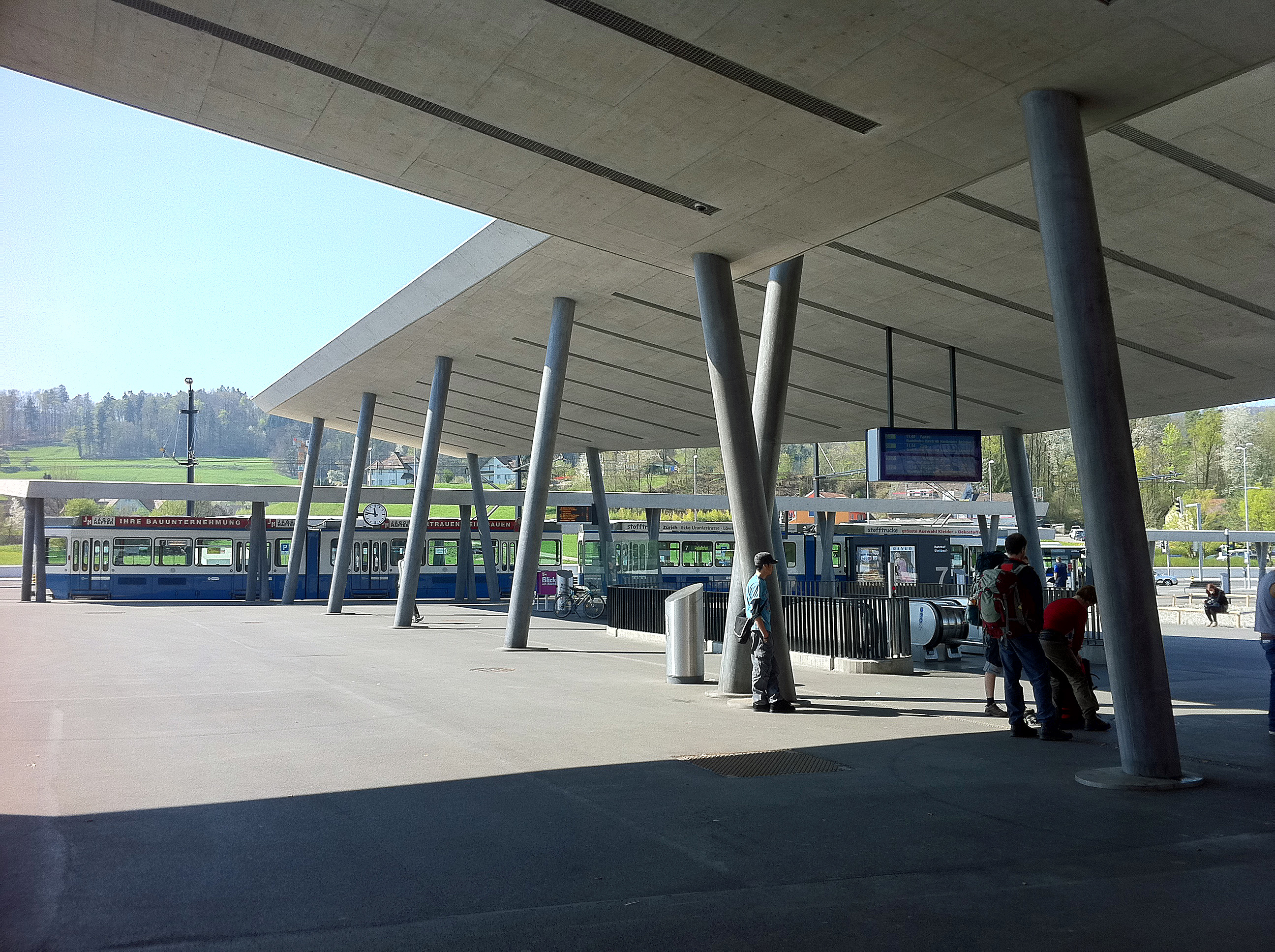
Zugang zu den Perrons

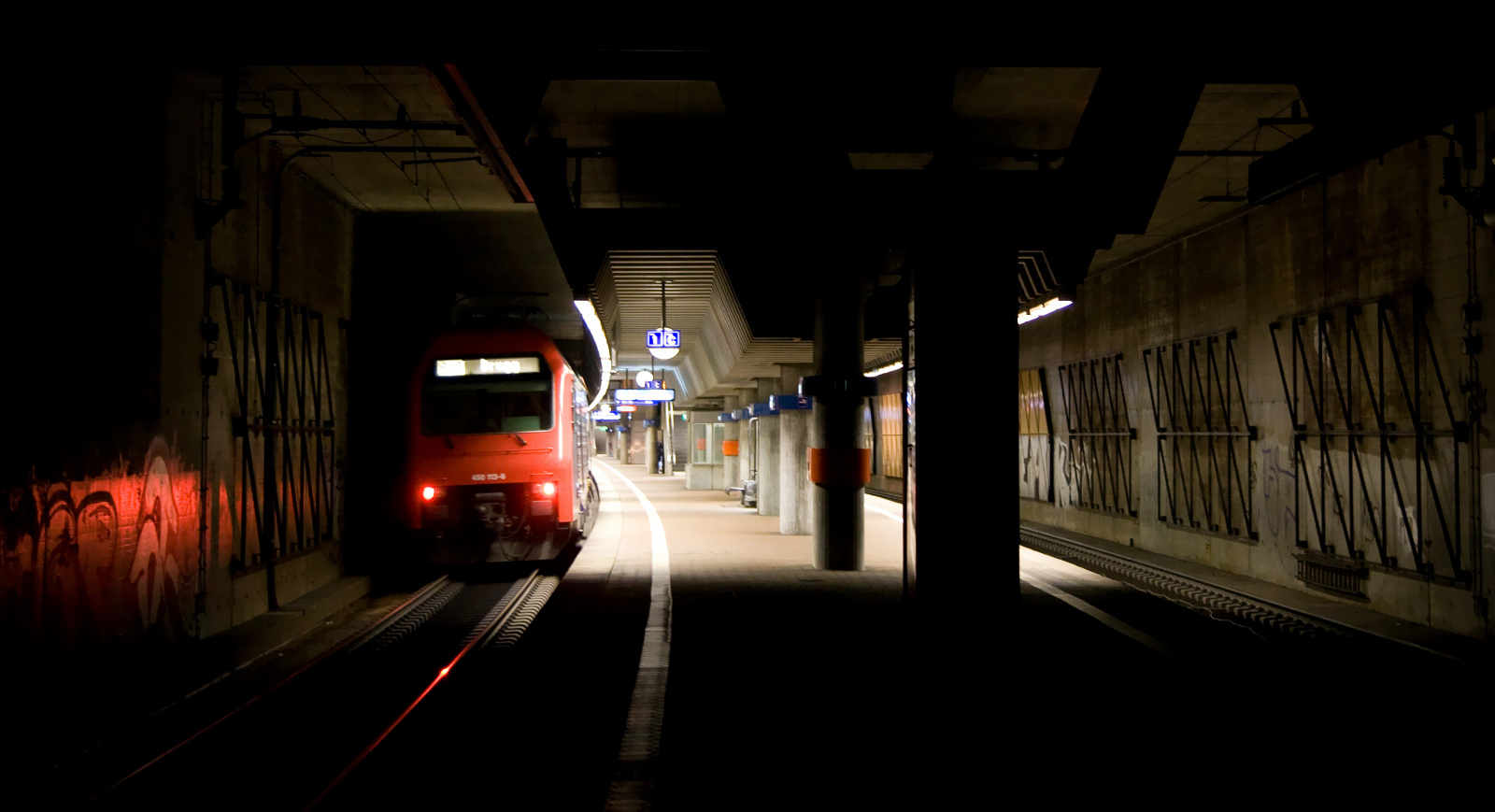
Bahnhof Stettbach nachts

Der Bahnhof Stettbach ist ein Verkehrsknotenpunkt auf der Grenze der Schweizer Stadt Zürich zur Nachbargemeinde Dübendorf. Es handelt sich um eine der dreizehn SBB-Stationen auf dem Gebiet der Stadt Zürich, der von mehreren Tram- und Regionalbuslinien bedient wird. Der Bereich der Perrons und die darüber liegende Tramhaltestelle liegen grösstenteils auf Zürcher Stadtgebiet. Die SBB-Station ist nach dem Dübendorfer Weiler Stettbach benannt. Wegen ihrer Lage auf beiden Gemeindegebieten führt sie keinen Namenszusatz Zürich. Die SBB bezeichnen das Bauwerk üblicherweise als S-Bahn-Station Stettbach, die VBZ wiederum nennen ihre Haltestelle Bahnhof Stettbach. Stettbach ist bahntechnisch ein vollwertiger Bahnhof mit Einfahrsignalen und Weichen beidseitig.

## Geschichte
Tunnel und Bahnhof gehören beide zu den Neubauten, die eigens für die S-Bahn Zürich erstellt und im Mai 1990 in Betrieb genommen wurden. Die Station wurde zusammen mit dem Zürichbergtunnel als dessen nördlichster Abschnitt im Tagbau erstellt.
Bei der Planung der S-Bahn Zürich wurde von Anfang an im Bereich des Zürichbergtunnelportals eine Haltestelle geplant. Diese befand sich zu diesem Zeitpunkt noch auf der grünen Wiese, aber inmitten eines Bauentwicklungsgebietes. Mit dem Bau der Station entschloss man sich, die ebenfalls in Planung befindliche Schwamendinger Tramlinie bis zur S-Bahn-Station zu verlängern, wo ihre Endhaltestelle zu liegen kommen sollte. Neben der Tramlinie wurde auch eine grosszügige Bushaltestelle geplant. Man liess sich die Chance nicht entgehen, hier einen Knotenpunkt zwischen Bahn und dem übrigen städtischen Nahverkehr zu schaffen. Die damals ebenfalls geplante Park+Ride-Anlage wurde zu diesem Zeitpunkt nicht realisiert, wobei die Vorarbeiten am Bauwerk der Station ausgeführt wurden. Die Tramhaltestelle wurde schon 1986 eröffnet, als sich die darunterliegende Station noch im Rohbau befand. Durch die Rohbau-Station wurde der ganze Baustellenverkehr des Zürichbergtunnels geleitet.

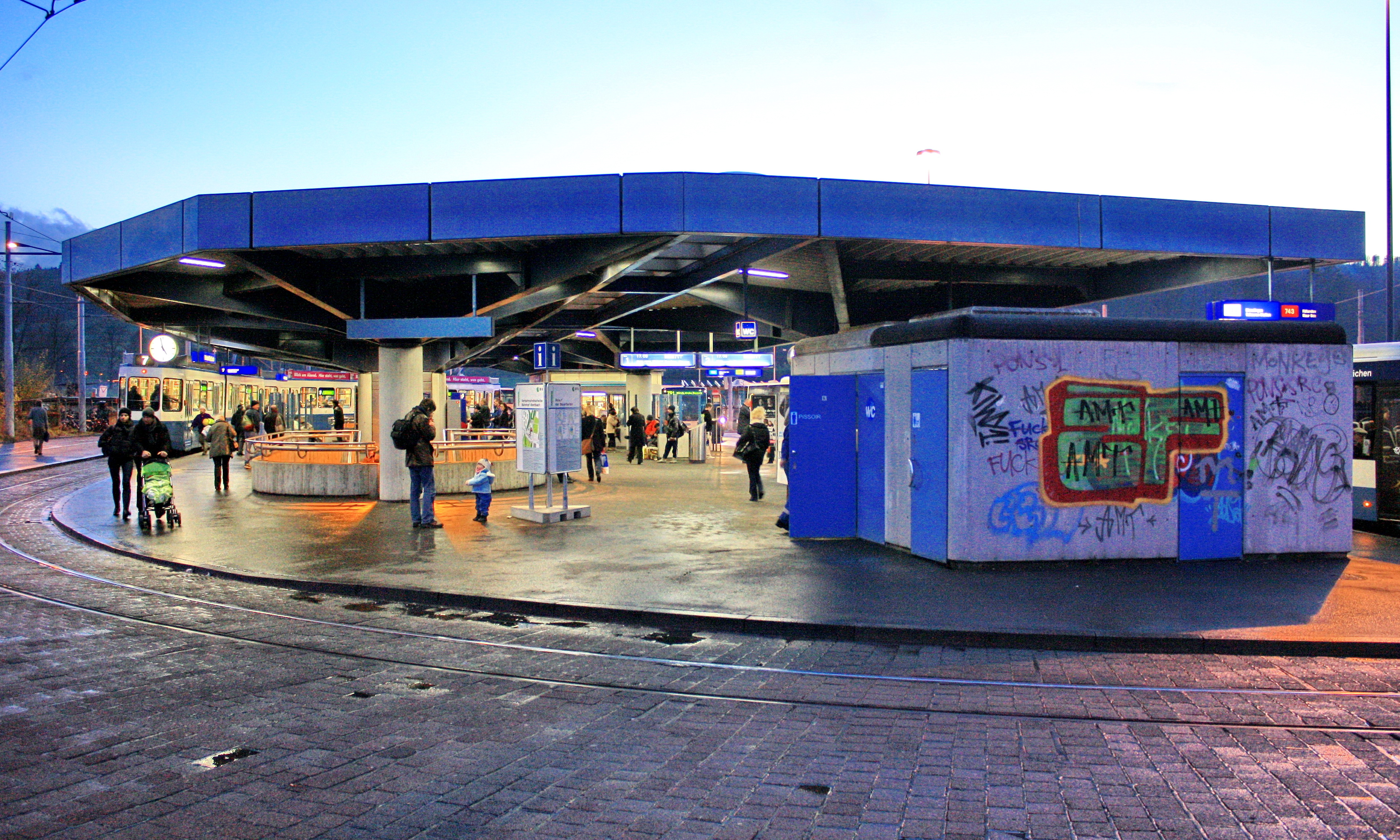
Der oberirdische Teil des Bahnhofs mit der Tramhaltestelle vor dem Umbau

Der oberirdische Teil der Anlage wurde im Zusammenhang mit dem Bau der Glattalbahn in den Jahren 2009 und 2010 neu gestaltet. Dabei wurden die Tram- und Busanlagen den neuen Bedürfnissen angepasst. Rund um den Eingang zum unterirdischen Bahnhof entstanden grosszügige Flächen für Fussgänger.
2025 begann aufgrund der regelmässigen Überlastung der bestehenden Zugänge während den Spitzenzeiten am nordöstlichen Ende des Bahnhofs Stettbach der Bau einer neuen öffentlich zugänglichen Passerelle mit Perronzugang über eine Treppe. Der anteilige Baukredit zur Aufwertung des Zugangs Bahnhof Stettbach Nordseite wurde in der Sitzung vom 8. Juni 2020 vom Gemeinderat der Stadt Dübendorf bewilligt. Die Kostenschätzung aus dem Jahr 2011 belief sich auf 2.3 Mio. CHF. Die Brücke selbst wurde schon während der Planungs- und Bewilligungsphase 2019 für einen kombinierten Fussgänger- und Fahrradverkehr ausgelegt. Damit dient die Überführung nicht nur einen neuen Zugang zum Perron, sondern verbindet auch die durch die Bahnlinie getrennten Quartiere, respektive Naherholungsgebiete. Die veranlagten Gesamtkosten betrugen bei Baubeginn 9 Millionen Franken.

## Bauwerk
Die weitgehend unterirdische Haltestelle besteht aus einem gut 300 Meter langen Mittelbahnsteig am nordöstlichen Ende des Zürichbergtunnels, an dessen anderem (südlichen) Ende der Bahnhof Zürich Stadelhofen liegt. In nördlicher Richtung verlässt die Zürichberglinie am Ende des Bahnhofs den Tunnel und wechselt nach einem Einschnitt auf das Neugutviadukt in Richtung Dietlikon, nach dem die alte NOB-Stammstrecke Oerlikon–Wallisellen–Effretikon erreicht wird. Auf dem Neugutviadukt zweigt zudem niveaufrei eine doppelspurige Verbindung in Richtung Dübendorf zur Glatthalbahnstrecke Wallisellen–Uster ab (nicht zu verwechseln mit der Glattalbahn).
Die Station kam in den Abschnitt zu liegen, wo die Trasse im offenen Tagbau an den Beginn der Felsstrecke des Zürichbergtunnels herangeführt wird. Da von dieser Seite der Zürichbergtunnel mit einer Tunnelbohrmaschine ausgebrochen werden sollte, war die Station vor dem eigentlichen Ausbruch des Tunnels im Rohbau zu erstellen. Der Baugrubenaushub begann deshalb schon im Sommer 1983 und konnte dank günstigen Wetterbedingungen zügig beendet werden. Besondere Beachtung, auch für das spätere Bauwerk, musste dem mit dem Gelände ansteigenden Grundwasserspiegel gesenkt werden. Dazu fällt die Strecke von Nord nach Süd ab. Der Grundwasserspiegel steigt im Bereich der Station von Nord nach Süd 0,7 bis auf über 8 Meter über der Schienenoberkante an. Um die Grundwasserzirkulation unter dem Bauwerk zu gewährleisten, wurden zwei durchlässige Kiesschichten von fünf Metern Breite und eineinhalb Metern Dicke unter der Grundplatte verbaut. Das Grundwasser ist auch der Grund, weshalb die Tragkonstruktion, welche die Bahntrasse umschliesst, grösstenteils als geschlossener Kastenquerschnitt ausgeführt werden musste. Nur am nördlichen Ende war die Bauform als offener Trog ausreichend. Beim Bau wurde zuerst die 120 cm starke Bodenplatte betoniert und erst danach die Wände und Pfeiler auf die Bodenplatte gesetzt. Die Decke des Stationsteils konnte mit einem Lehrgerüst betoniert werden. Im Gegensatz dazu mussten die 105 Meter südlich der Luftöffnung mit einem Querschnitt von 8 auf 11,5 Metern mit Spannbeton-Hohlträgerkästen und Ortsbeton gebaut werden, da hier zeitgleich der Nachläufer der Tunnelbohrmaschine montiert werden musste. Zwei Rolltreppen, eine feste Treppe sowie ein einseitig verglaster Lift führen zur darüberliegenden Tram- und Bushaltestelle. Die südliche Treppe führte bis 2010 mitten auf die grüne Wiese südlich der Dübendorfstrasse, wo ursprünglich eine Park+Ride-Anlage entstehen sollte. Der hier ursprünglich geplante Lift wurde nie eingebaut, und die Treppe war lange nur als Notausgang gekennzeichnet; mit dem Umbau der ÖV-Plattform und der Verlegung der Dübendorfstrasse nach Süden mündet die Treppe nun nahe am südlichen Trottoir und ist seit Anfang 2011 als regulärer Ausgang gekennzeichnet.
Die trostlose Betonröhre der S-Bahn-Station wurde auf Wunsch Dübendorfs künstlerisch aufgewertet. Die finanziellen Mittel dafür wurden von der Stadt Dübendorf und aus der lokalen Privatwirtschaft zur Verfügung gestellt. Der Künstler Gottfried Honegger, dessen altes Schweizer Atelier sich in Gockhausen befindet, brachte spontan eine Idee vor, welche die Initianten überzeugte: Die Tunnelwände sollten auf 250 Metern Länge farbig und jeweils die Fahrtrichtung anzeigend (stadtein- und stadtauswärts) gekennzeichnet werden. Seine Idee wurde in Form von 42 farbigen «Bildern» ausgeführt, die aus jeweils 20 emaillierten dreieckigen Metallplatten bestehen. An dieses Kunstwerk werden hohe technische Anforderungen gestellt, da Züge mit bis zu 120 km/h rund einen halben Meter am Kunstwerk vorbeifahren – mit der entsprechenden Druck- und Sogwirkung. Die «Bilder» sind seit Jahren durch Graffiti verunstaltet, die von den SBB nicht mehr entfernt werden.
Als Gleisbett wurde wie im Zürichbergtunnel ein schotterloser Oberbau gewählt. Dieser besteht aus normalen Beton-Zweiblockschwellen, die mit einem Gummischuh versehen sind. Diese sind mit Feinbeton in die Aussparung der Tragplatte eingegossen. Als Schienen wurden Vignolschienen des Typs UIC 54 eingebaut.

## Verkehr

### S-Bahn Zürich
Der Bahnhof Stettbach wird ausschliesslich von S-Bahn-Zügen bedient.
- S 3 (Bülach –) Hardbrücke – Zürich HB – Effretikon – Wetzikon
- S 9 Schaffhausen – Jestetten – Rafz – Zürich HB – Stettbach – Uster
- S 11 Aarau – Lenzburg – Dietikon – Zürich HB – Stettbach – Winterthur – Seuzach/Sennhof-Kyburg (– Wila)
- S 12 Brugg – Altstetten – Zürich HB – Stettbach – Winterthur – Schaffhausen/Wil

Die Linien bedienen den Bahnhof grundsätzlich täglich und ganztägig im Halbstundentakt (mit ändernden Endpunkten). Die S 5  und die S 15  verkehren zwischen Stadelhofen und Uster ohne Halt in Stettbach oder an den anderen dazwischen liegenden Stationen. Die Hauptverkehrszeit-Zusatzzüge Zürich – Winterthur, die als S 23  bezeichnet werden, fahren auch ohne Halt durch.

### Nahverkehr
An der Oberfläche befinden sich seit 1986 die Endstation der VBZ-Tramlinie 7, die in die Innenstadt von Zürich fährt, sowie der Ausgangspunkt von fünf Regionalbuslinien, die Dübendorf und das umgebende Glatttal sowie verschiedene Industrie- und Einkaufszonen erschliessen. Beim Bahnhof bestehen zusätzlich Park-and-ride-Anlagen für den motorisierten Verkehr.
Anfänglich erschlossen neben der Tramlinie 7 nur drei Regionalbuslinien die S-Bahn-Station. Dieses Nahverkehrsangebot wurde mit den Jahren sukzessiv ausgebaut und umfasst im Fahrplanjahr 2023:
- 7 Bahnhof Stettbach – Schwamendingen – Central – Hauptbahnhof – Bahnhof Enge – Wollishofen
- 12 Bahnhof Stettbach – Wallisellen – Auzelg – Glattbrugg – Flughafen Zürich
- 743 Bahnhof Stettbach – Dübendorf, Kirche Wil – Fällanden – Maur See
- 744 Bahnhof Stettbach – Dübendorf, Kirche Wil – Fällanden – Ebmatingen – Scheuren, Station
- 745 Bahnhof Stettbach – Dübendorf, Kirche Wil – Fällanden, Wigarten (Linie verkehrt nur zu Hauptverkehrszeit)
- 751 Bahnhof Stettbach – Gockhausen – Zürich, Zoo – Zürich, Kirche Fluntern
- 752 Bahnhof Stettbach – Dübendorf, Bahnhof (– Dübendorf, Kunsteisbahn)
- 754 Bahnhof Stettbach – Dübendorf, Kreuzbühl – Dübendorf, Bahnhof
- 760 Bahnhof Stettbach – EMPA – Dübendorf, Bahnhof

Im Dezember 2010 nahm die Linie 12 der Glattalbahn mit Endhaltestellen Stettbach und Flughafen Zürich ihren Betrieb auf. Mit Vollendung der dritten Ausbauetappe der Glattalbahn stieg die Bedeutung des Bahnhofs als End- und Umsteigepunkt des öffentlichen Verkehrs weiter.

### ZVV-Nachtnetz
Die Nachtlinien verkehren an Wochenenden in den Nächten von Freitag auf Samstag, von Samstag auf Sonntag sowie an allgemeinen Feiertagen und Spezialanlässen ab ca. 01.00 Uhr bis in die frühen Morgenstunden.
- SN1 Aarau – Wildegg – Brugg – Dietikon – Zürich HB – Stettbach – Winterthur
- SN6 Würenlos – Regensdorf-Watt – Zürich HB – Stettbach – Winterthur
- SN9 Bülach – Zürich HB – Stettbach – Uster
- SN11 Olten – Aarau – Mellingen Heitersberg – Dietikon – Zürich HB – Stettbach – Winterthur
- N6 Bahnhof Stettbach – Gockhausen – Zürich, Zoo – Zürich, Bahnhofplatz/HB
- N7 Bahnhof Stettbach – Milchbuck – Zürich, Bahnhofstrasse/HB
- N75 Bahnhof Stettbach – Dübendorf, Kreuzbühl – Kunsteisbahn
- N76 Bahnhof Stettbach – Dübendorf, Bahnhof – Gfenn

## Geplante Ausbauten
In der Netzentwicklungsstrategie «züri-linie 2030» wird Stettbach im Rahmen einer neuen tangential verlaufenden Tramlinie von Affoltern über Oerlikon nach Stettbach geführt. Der Abschnitt von Affoltern nach Oerlikon wird dabei prioritär behandelt (geplante Inbetriebnahme 2028). Anschliessend soll der Abschnitt nach Stettbach, in Abhängigkeit der weiteren Nachfrageentwicklung im Korridor, realisiert werden. Die dafür erforderliche Tram-Neubaustrecke führt von der Haltestelle Messe/Hallenstadion zum Schwamendingerplatz.
Als Ergebnis der regionalen Verkehrskonferenz Glattal ist eine Verlängerung der Tramlinie 7 (nach Bahnhof Dübendorf Nord und später Wangen) im kantonalen Richtplan eingetragen, die die Trassees der Glattalbahn mitbenutzen würde. Aufgrund der Bevölkerungs- und Verkehrsprognosen ist hierfür allerdings bis ins Jahr 2025 kein Bedarf ausgewiesen, deshalb gibt es im Moment weder konkrete Planungen noch Konzessionsgesuche für die entsprechenden Strecken.
Der Zoo Zürich hat eine Seilbahn projektiert, die den Bahnhof mit dem Zoogelände auf dem Zürichberg verbinden würde. Das Projekt wird von Anwohnern entlang der Strecke und der Stadt Dübendorf bekämpft.